# Ernest Paillard
Ernest Paillard (* 29. September 1851 in Sainte-Croix; † 30. Dezember 1922 und heimatberechtigt ebenda) war ein Schweizer Unternehmer und Politiker.

## Leben
Paillard besuchte die weiterführende Schule in Sainte-Croix und anschliessend die Handelsschule in Stuttgart. Er trat 1880 als Teilhaber in das Familienunternehmen ein, das sein Urgrossvater Moïse Paillard gegründet hatte. Paillard erwarb die Anteile seiner Cousins und wurde somit 1889 Alleinbesitzer von E. Paillard & Cie. Da der Verkauf von Musikdosen zurückging, stellte das Unternehmen seit 1898 Walzenphonographen und seit 1904 Grammophone her. Von 1913 bis 1923 wurde die Schreibmaschine «Hermes» zur Produktionsreife entwickelt.
Paillard war von 1909 bis 1913 liberaler Grossrat des Kantons Waadt. Im Jahr 1891 wurde er zum Oberstleutnant befördert. Paillard gehörte der reformierten Freikirche des Kantons (Église évangélique libre du Canton de Vaud) an und hatte das Blaue Kreuz in der Schweiz mitbegründet.
Paillards Eltern waren der Fabrikant Eugène Paillard (1813–1889) und Zélia geborene Gonthier. Er heiratete 1878 Rosa, Tochter des Guillocheurs Frédéric Thorens. Sein Sohn Albert (1881–1937) und der Schwager Eugène Thorens wandelten das Unternehmen 1920 in die Aktiengesellschaft Paillard SA um. Die Nachkommen führten bis 1974 das von 1814 bis 1989 bestehende Unternehmen.